# Kerncentrale Zuid-Oekraïne
Kerncentrale Zuid-Oekraïne (Oekraïens: Південноукраїнська АЕС, Russisch: Южно Украинская АЭС) ligt ten zuiden van de stad Joezjno-oekrajinsk in de oblast Mykolajiv, 350 kilometer van Kyiv.
De centrale heeft drie actieve drukwaterreactoren (PWR) van het type VVER-1000 V302.
De bouw van een vierde reactor is in 1989 gestopt.
| Reactorblok     | Reactortype        | Vermogen | Begin bouw | Inbedrijfname | Stillegging |
| --------------- | ------------------ | -------- | ---------- | ------------- | ----------- |
| Zuid-Oekraïne-1 | PWR VVER-1000 V302 | 950 MW   | 1976       | 1983          |             |
| Zuid-Oekraïne-2 | PWR VVER-1000 V338 | 950 MW   | 1981       | 1985          |             |
| Zuid-Oekraïne-3 | PWR VVER-1000 V320 | 950 MW   | 1984       | 1989          |             |